# Oscar Goßler
Carl Oscar Goßler (ur. 26 czerwca 1875 w Hamburgu, zm. 15 lutego 1953 tamże) – niemiecki wioślarz, złoty medalista olimpijski.
Wystąpił na igrzyskach olimpijskich w Paryżu w 1900, gdzie niemiecka osada Germania Ruder Club w składzie: Gustav Goßler, Oscar Goßler, Walther Katzenstein, Waldemar Tietgens i Carl Goßler (sternik) zdobyła złoty medal w czwórkach ze sternikiem (Finał B). Srebrnych medalistów, Holendrów z klubu Minerva Amsterdam, Niemcy wyprzedzili o 4 sekundy. Na tej samej imprezie wystartował także w ósemkach, w których jego osada zajęła czwarte miejsce. Do brązowych medalistów z klubu Minerva Amsterdam Niemcy stracili 10,2 sekundy.
W późniejszych latach został biznesmenem. Przez pewien czas był także sekretarzem Niemieckiego Związku Wioślarskiego.
Jego bracia: Gustav i Carl także byli wioślarzami.